# Dansk Ingeniørforening
Dansk Ingeniørforening var en brancheforening for danske ingeniører, stiftet 1892.
1. januar 1995 fusionerede foreningen med Ingeniør-Sammenslutningen i den nyoprettede forening, Ingeniørforeningen i Danmark (IDA).
Foreningen lå i et hus i Vester Farimagsgade 27-31 tegnet til formålet af Oscar Gundlach-Pedersen og opført 1934-35. Det blev voldsomt skadet ved Shellhusbombardementet 15. marts 1945, men genopført af samme arkitekt 1947 og udsmykket af bl.a. Axel Salto, hvis fresko i spisesalen ikke overlevede bombardementet. Salto udførte dog en erstatning. Også Einar Utzon-Frank bidrog til festsalen med skulpturgruppen Prometheus raner Ilden (1936, udført på Den kongelige Porcelainsfabrik i stentøj med okseblodsglasur). Også denne blev ødelagt 1945, men genfremstillet 1947. Huset er senere helt ombygget i flere omgange.

## Formænd
Denne liste er ufuldstændig; hjælp gerne med at udfylde den.
- 1892-1895: I.W. Tegner
- 1895-1898: G.A. Hagemann
- 1898-1901: C.K. Øllgaard
- 1901-1904: Charles Ambt
- 1904-1907: Alexander Foss
- 1907-1910: Niels Steenberg
- 1910-1913: Ib Windfeld-Hansen
- 1913-1916: H.C.V. Møller
- 1916-1920: Fritz Johannsen
- 1920-1923: P.O. Pedersen
- 1923-1927: Johannes Stensballe
- 1927-1930: Holger Neergaard
- 1930-1932: Poul Larsen
- 1932-1936: Poul Sørensen
- 1936-1940: Knud Højgaard
- 1940-1944: A.R. Angelo
- 1944-1947: V.A. Westergaard
- 1948-1952: Jørgen Saxild
- 1952-1956: Georg Dithmer
- 1956-1960: Orla Rode
- 1960-1961: Paul Kernn-Jespersen
- 1962-1966: P.E. Malmstrøm
- 1966-1970: Gunnar P. Rosendahl
- 1970-1974: Niels Fosdal
- 1974-1977: Poul Vermehren
- 1977-1981: Mogens Kümmel
- 1981-1985: Niels Hjorth
- 1985-1989: Mogens Høgsted
- 1993-1995: Hans-Ole Skovgaard

## Æresmedlemmer
- Direktør G.A. Hagemann, 1903
- Generaldirektør G.C.C. Ambt, 1915
- Ingeniør Alexander Foss, 1922
- Professor, dr.techn. h.c. A.S. Ostenfeld, 1930
- Telefondirektør, dr.techn. h.c. Fritz Johannsen, 1932
- Professor H.I. Hannover, 1932
- Etatsråd, landinspektør Povl Bentzon, 1942
- Fhv. borgmester, dr.techn. h.c. H.C.V. Møller, 1942
- Fhv. distriktsingeniør August Poulsen, 1942
- Generaldirektør William S. Knudsen, USA, 1945
- Professor Niels Bohr, dr.phil. et scient. et techn., 1945
- Fhv. vanddirektør, civilingeniør Poul Sørensen, 1953
- Civilingeniør Knud Højgaard, 1953
- Fhv. stadsingeniør A.T. Jørgensen, 1964
- Civilingeniør, direktør Jørgen Saxild, 1970
- Civilingeniør P.E. Malmstrøm, 1972
- Civilingeniør R.P. Frydenberg, 1981
- Civilingeniør, dr.phil. et techn. Haldor Topsøe, 1984